# Josep Joan Moreso i Mateos
Josep Joan Moreso i Mateos (Tortosa, 27 de març de 1959) és un jurista i professor universitari català, catedràtic de Filosofia del Dret. Rector de la Universitat Pompeu Fabra (2005-2013), l'octubre de 2010 fou investit doctor honoris causa per la Universitat de Valparaíso, Xile, per la seva trajectòria acadèmica i com a jurista. Des del juliol de 2016 fins al gener de 2017 fou el director del CIDOB.

## Publicacions destacades
- La teoría del Derecho de Bentham, Barcelona: P.P.U, 1993, 433 pp.
- El ámbito de lo jurídico. Lecturas de pensamiento jurídico contemporáneo, Barcelona: Crítica, 1994, 587 pp.(escrit amb Pompeu Casanovas).
- Legal Indeterminacy and Constitutional Interpretation, English version of R. Zimmerling, Dordrecht: Kluwer, 1998, 220 pp.
- Introducción a la Teoría del Derecho, Madrid: Marcial Pons, 2004 (escrit amb Josep M. Vilajosana).

A més, també ha publicat múltiples articles a revistes especialitzades com Ratio Iuris, Erkenntnis, Law and Philosophy, Ragion Pratica, Theoria: A Swedish Journal of Philosophy, Associations, Revista Española de Derecho Constitucional, Análisis Filosófico, Crítica, i Doxa; a més de diversos capítols de llibres de la seva especialitat.